# Marek Siemek
Marek Jan Siemek (ur. 27 listopada 1942 w Krakowie, zm. 30 maja 2011 w Warszawie) – polski filozof i tłumacz, profesor filozofii w Instytucie Filozofii Uniwersytetu Warszawskiego, kierownik Zakładu Filozofii Społecznej w Instytucie Filozofii UW.

## Myśl i działalność naukowa
W 1965 ukończył studia filozoficzne na Uniwersytecie Warszawskim. Marek Siemek był uczniem Bronisława Baczki, kontynuatorem tradycji Warszawskiej Szkoły Historii Idei. W swojej twórczości filozoficznej początkowo wychodził od marksizmu, interpretując go jako filozofię transcendentalną, by później opowiedzieć się po stronie heglizmu rozumianego jako transcendentalna filozofia społeczna. Problematyka filozofii transcendentalnej, rozwijana w nawiązaniu do idealizmu niemieckiego i interpretacji filozofii Kanta przez Martina Heideggera stanowi rys przewodni myśli Siemka. Siemek rysuje obraz Hegla jako twórcy teorii swoiście nowoczesnej formy uspołecznienia, która umożliwia realizację ideału wolności wszystkich, urzeczywistniającego się dzięki rozumowi, zrodzonego z racjonalności instrumentalnej, zapośredniczonej przez złożone procesy społeczne (chytrość rozumu).
Od 1986 członek Rady Naukowej Internationale Hegel-Gesellschaft. 10 lutego 2006 otrzymał doktorat honoris causa Uniwersytetu Fryderyka Wilhelma w Bonn. Przewodniczący Komitetu Redakcyjnego Biblioteki Współczesnych Filozofów PWN. Był członkiem Stowarzyszenia Pisarzy Polskich, Collegium Invisibile oraz członkiem założycielem Polskiego Towarzystwa Hegla i Marksa (od 6 lutego 2010 był jego prezesem honorowym). Był członkiem PZPR.
Pośmiertnie odznaczony Krzyżem Komandorskim Orderu Odrodzenia Polski (2011). Pochowany na Cmentarzu Wojskowym na Powązkach.

## Najważniejsze publikacje
- Fryderyk Schiller, Warszawa: Wiedza Powszechna, 1970.
- Idea transcendentalizmu u Fichtego i Kanta[8], Warszawa: PWN, 1977
- Filozofia, dialektyka, rzeczywistość, Warszawa: PIW, 1982.
- W kręgu filozofów, Warszawa: Czytelnik, 1984.
- Filozofia spełnionej nowoczesności – Hegel. Wykłady Kopernikańskie w Humanistyce, t. 2, Toruń: Wydawnictwo UMK, 1995.
- Hegel i filozofia, Warszawa: Oficyna Naukowa, 1998.
- Vernunft und Intersubjektivität. Zur philosophisch-politischen Identität der europäischen Moderne, Baden-Baden: Nomos Verlagsgesellschaft, 2000.
- Wolność, rozum, intersubiektywność, Warszawa: Oficyna Naukowa, 2002.
- Wykłady z klasycznej filozofii niemieckiej + CD, Warszawa: PWN, 2011.
- Wykłady z filozofii nowoczesności, Warszawa: PWN, 2012.

## Tłumaczenia
- "Prawdy szukamy obaj". Z korespondencji między Goethem i Schillerem. Wybrali, przełożyli i opracowali Jerzy Prokopiuk i Marek J. Siemek. Czytelnik, Warszawa 1974 (tłumaczenie listów Schillera).
- Martin Heidegger, Nauka i namysł; Przezwyciężenie metafizyki, w: Martin Heidegger, Budować, mieszkać, myśleć. Eseje wybrane. Wybrał, opracował i wstępem opatrzył Krzysztof Michalski. Czytelnik, Warszawa 1977, s. 256–283, 284–315.
- György Lukács, Młody Hegel. O powiązaniach dialektyki z ekonomią. Przełożył i wstępem poprzedził Marek J. Siemek. BKF, PWN, Warszawa 1980.
- György Lukács, Historia i świadomość klasowa. Przełożył i wstępem poprzedził Marek J. Siemek. BWF, PWN, Warszawa 1988.
- Georg Wilhelm Friedrich Hegel, Życie Jezusa. w: G.W.F. Hegel, Życie Jezusa (przełożył Marek J. Siemek). Z. Freud, Mojżesz i monoteizm (przełożył Jan Doktór). Przedmową opatrzyła Zofia Rosińska. Czytelnik, Warszawa 1995.
- Johann Gottlieb Fichte, Teoria Wiedzy. Wybór pism, t. I. Wybrał, przełożył, wstępem i przypisami opatrzył Marek J. Siemek. Aneks przełożył Jan Garewicz. BKF, PWN, Warszawa 1996.

## Życie prywatne
Był synem Józefa Siemka.